# Rhaphuma albicolon
Rhaphuma albicolon är en skalbaggsart som beskrevs av Holzschuh 2006. Rhaphuma albicolon ingår i släktet Rhaphuma och familjen långhorningar. Inga underarter finns listade i Catalogue of Life.